# Francisco de Abreu Pereira
Francisco de Abreu Pereira (n. de Viana do Castelo), morador na Rua da Bandeira da mesma cidade (casa que já era dos seus pais), foi um destacado militar e administrador colonial, além de senhor do Paço de Lanheses, era fidalgo de Casa Real, cavaleiro professo da Ordem de Cristo (1668), Familiar do Santo Ofício coronel de infantaria e governador da Paraíba.

## Biografia
Baptizado em Viana do Castelo (Santa Maria Maior), em 26 de outubro de 1639.
Em 8 de Julho de 1666 recebe uma tença nas Obras Pias.
De 10 de Setembro de 1658 a 1679, estando de serviço militar como soldado, alferes, ajudante, capitão de Infantaria e sargento-mor, participou na Guerra da Restauração no Minho, Beiras e Trás-os-Montes.
Deixa vaga a Simão Vilas-Boas o lugar de sargento-mor da ordenança de Barcelos e seu termo para se deslocar para governar a Capitania da Paraíba.
Surge nomeado para esse novo cargo logo no início de Janeiro de 1700,, com o apoio de D. Nuno Álvares Pereira de Melo (Duque de Cadaval), e em Julho toma posse do governo da Paraíba do Norte, e governa durante três anos e quatro meses. Ainda estaria em funções no Natal de 1703 pois é-lhe é dirigido um requerimento nessa mesma data.
Na sua gestão governamental, eleva para cinquenta o número dos soldados militares da Capitania e pune os negros fugidos de Palmares. Assim como, em 1702, através de um relatório, refere a guerra do Tapuia ao rei e qual o seu ponto de vistas para a sua subjugação para a ganhar.
São várias a sesmarias que ele entrega novos proprietários e que vão dar futuras importantes povoações na região. Nomeadamente a cidade Cruz do Espírito Santo, dantes um povoado totalmente destruído pelas batalhas entre paraibanos e holandeses, e o município de Taperoá.
Ao chegar ao Reino de Portugal ainda irá participar na Guerra da Sucessão Espanhola, em 25 de abril de 1707, comandando na Batalha de Almansa um terço como mestre de campo.
Faleceu em Lanheses e, segundo uma genealogia manuscrita existente no Arquivo Almada em 23 de Janeiro de 1710, sendo sepultado, no dia seguinte na Igreja desta freguesia do qual tinha o padroado.

## Dados genealógicos
Pais:
- Pai: Licenciado[20] Pedro Nunes de Cerveira,[21] natural de Vila Nova de Cerveira e morador em Viana do Castelo, do Santo Ofício,[22] advogado em Viana do Castelo[23] e mercador.[24]
- Mãe: Suzana de Almeida Barbosa,[2] filha herdeira de Francisco de Abreu Pereira, o Cacheira, senhor do Paço de Lanheses, e de Ana Barbosa de Almeida,[25] nomeada num vínculo em São Tiago de Carreiras instituído, em 1613, por seu irmão abade Diogo Barbosa de Almeida[26], que ela recebeu através da herança de seu sobrinho João Barbosa de Almeida[27], seu administrador até então[28].

Casou 1.ª vez com:
- Maria Barbosa ou Maria Pereira, sua prima, filha de Francisco Maciel Pinto[29], falecido em Viana do Castelo (Santa Maria Maior), em 2 de agosto de 1673[30], e de Briolanja Barbosa Pereira[31], ou simplesmente Briolanja Barbosa, falecida em Viana do Castelo (Santa Maria Maior), em 6 de maio de 1650, moradores na Rua do Cais em Viana, em 1634[32], filha de Maria Barbosa de Abreu (filha de João Martins de Ricalde) e de Gonçalo Pereira Lobato, filho de António Pereira Lobato, cavaleiro da Ordem de Cristo, casado com Grácia Rodrigues Pita.

Tiveram:
- Joana, que morre na infância.
- Francisca, com o mesmo destino.

Casou 2.ª vez, na Matriz de Viana, a 9 de Setembro de 1680, com:
- Mariana Francisca de Castro[34] (Viana do Castelo[35]-Lanheses[36]), outra sua prima, filha de um irmão da sua primeira mulher, António Pereira Lobato, cavaleiro professo da Ordem de Cristo (22.05.1675), e de D. Ana de Vilas-Boas (naturais e residentes na Rua Grande[37] em Viana do Castelo[38]). O pai era natural de Monção filho de Gaspar Lobato de Lançós ou Gaspar Lobato de Lanções,[39] alcaide de Penela, e a mãe era filha de Pantalião Dias Vilas-Boas e Maria Gomes.[31] A D. Mariana Francisca, segundo Felgueiras Gayo, terá morrido no seu Paço de Lanheses a 25 de Setembro de 1713.

Filhos:
- Francisco Abreu Pereira (n. Lanheses), fidalgo cavaleiro (1707)[40], cavaleiro fidalgo (1748)[41], que faz a sua inquirição de genere em 4 de Junho de 1716,[42] nasceu em Lanheses, foi cavaleiro da Ordem de Cristo[43], capitão de infantaria e embarcou[44] para a Índia portuguesa e lá terá morrido. De Páscoa Ruiz, solteira, filha dos lavradores Sebastião Gonçalves e de Isabel Ruiz, de São Pedro de Arcos[45] teve:
  - Luís Pereira de Abreu[46] ou Luís de Abreu Pereira, "natural de Lanheses, frequentou a Universidade de Coimbra, foi bom estudante e bacharelou-se em Leis. Solteiro, com 26 anos, leu no Desembargo do Paço em 27 de Janeiro de 1741, e leu bem para todos. Aposentou-se, sendo Desembargador"[45] na Relação do Porto.[47]
- José Pereira de Brito e Castro, fidalgo cavaleiro da Casa Real (1708)[48], mestre de campo de auxiliares, governador de Viana do Castelo, casado com Isabel Josefa Cirne Peixoto. Com geração.
- Gonçalo Pereira de Brito, natural de Viana do Castelo, formado em cânones pela Universidade de Coimbra.[49]
- Luís Pereira de Brito, natural de Viana do Castelo, formado em cânones pela Universidade de Coimbra[50] e que segundo o mesmo nobiliário terá morrido no ano de 1704 quando ainda frequentava o seu curso universitário.
- Frei Sebastião de Abreu Pereira de Brito e Castro, Desembargador do Paço.
- Manuel[51]
- Susana do Nascimento, freira em São Bento de Viana,[51] onde professou a 16 de Setembro de 1708 conforme o mesmo nobiliário e que faleceu a 13 de Dezembro de 1716.
- Teresa Maria de Jesus, freira em Santa Ana de Viana,[51] onde professou a 8 de Maio de 1712, informação do referido nobiliário.
- Maria,[51] freira em Santa Ana de Viana e que professou a 8 de Agosto de 1717.